# Apatolestes colei
Apatolestes colei är en tvåvingeart som beskrevs av Philip 1941. Apatolestes colei ingår i släktet Apatolestes och familjen bromsar. Inga underarter finns listade i Catalogue of Life.